# Playa Revolcadero

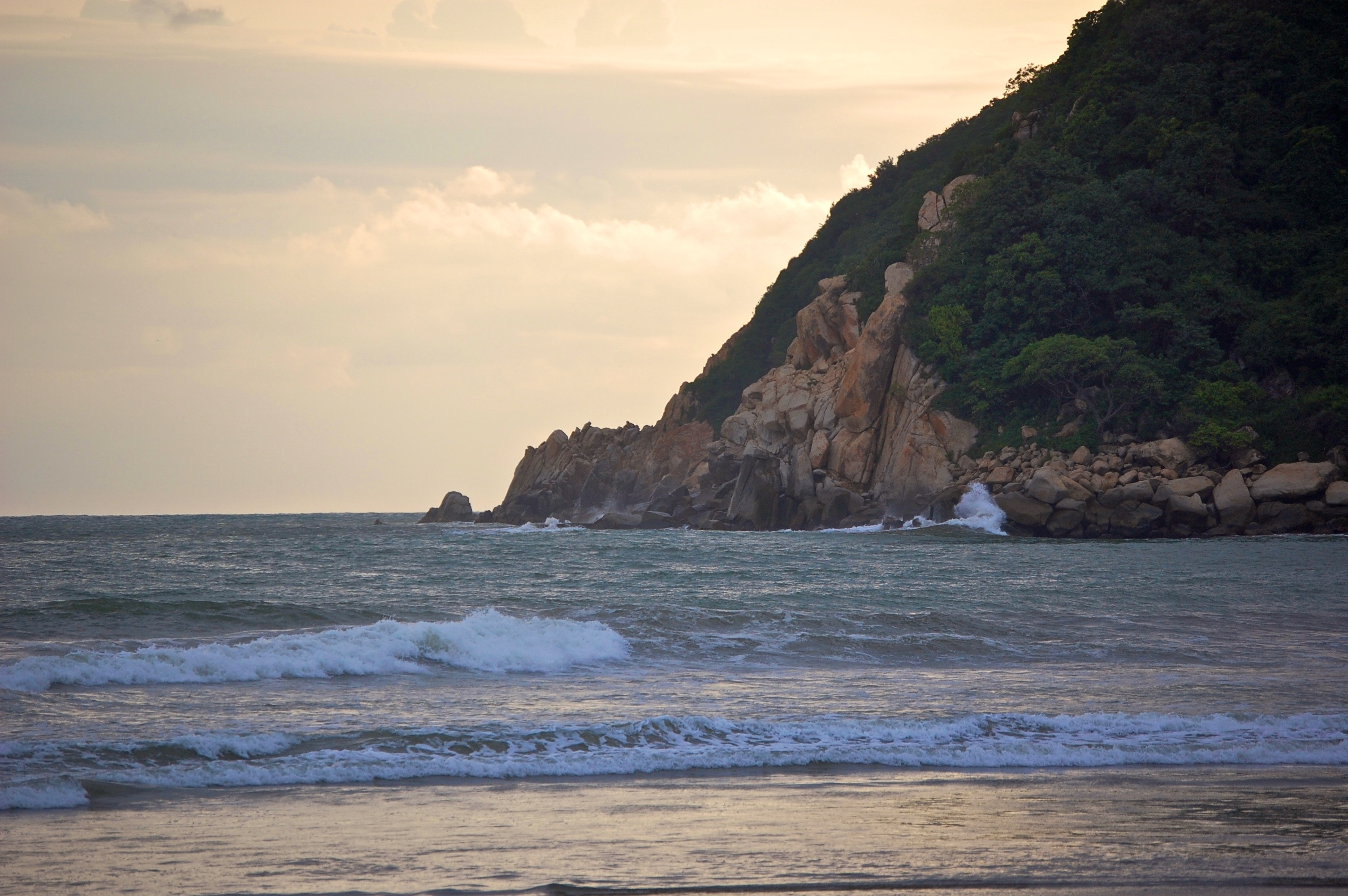
Playa Revolcadero, al fondo los acantilados de la Península de Punta Diamante.

La playa Revolcadero es una gran extensión de playa ubicada a 3.2 km de Puerto Marqués en el puerto de Acapulco, Guerrero, México. Es una de las más concurridas y famosas del puerto y comprende un extenso tramo del Boulevard de las Naciones, que conduce al Aeropuerto Internacional Juan N. Álvarez (Aeropuerto Internacional de Acapulco). La playa se localiza en la zona turística denominada Acapulco Diamante.
Su arena es muy diferente a las demás playas

## Descripción
Revolcadero posee arenas (en la mayor parte) con un tono grisáceo-oscuro, debido a que a 4 km al oriente de la playa se ubica la Laguna de Tres Palos. La playa presenta un oleaje moderado-alto, pese a qué es mar abierto a las libres corrientes del Océano Pacífico. Sin embargo, permite bañarse en sus orillas ya que posee una extensa nivelación de relieve firme mar adentro que está al alcance de la mayoría de los bañistas. En el ciclo del año 2007 al 2008 la marea subió considerablemente, cortando el paso a algunas zonas.[cita requerida]
A lo largo de la playa, se puede apreciar el inmenso crecimiento comercial y hotelero conformado mayoritariamente por establecimientos comerciales, lujosos hoteles y condominios que desde la década de 1980 se han desarrollado en Acapulco Diamante.

## Actividades y atractivos

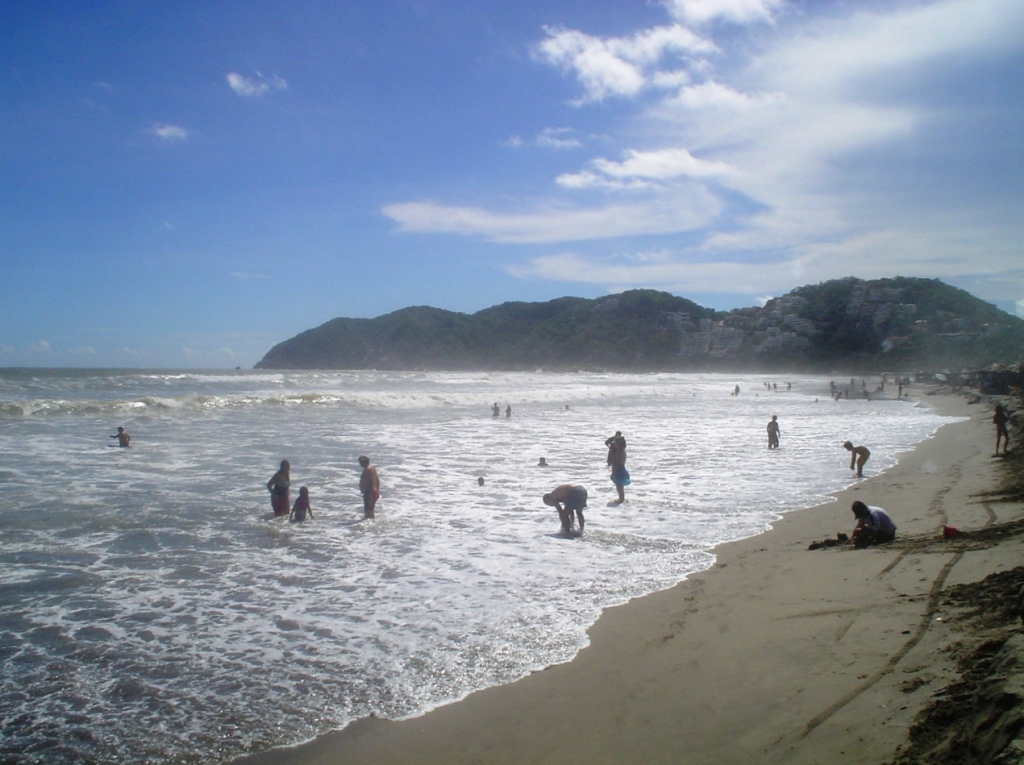
Bañistas en la Playa Revolcadero.

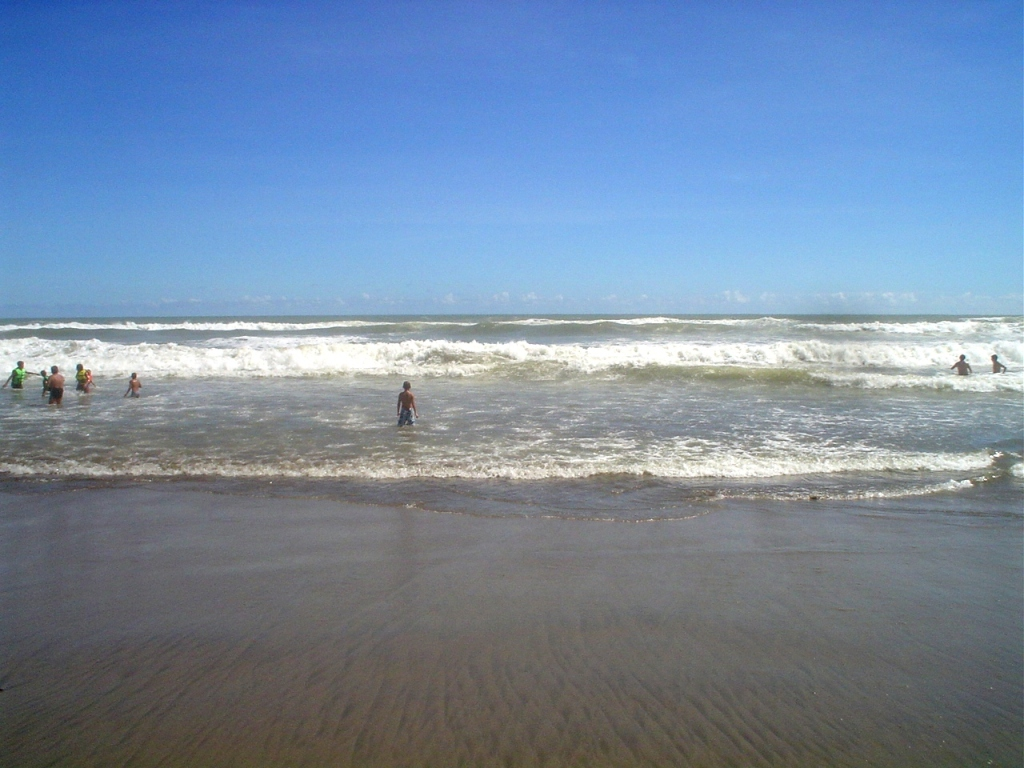
Bañistas a la orilla de la Playa Revolcadero.

Revolcadero, al ser una de las playas más concurridas por el turismo durante los periodos vacacionales, posee diversas actividades y atractivos que se pueden realizar y visitar en la playa. También se puede observar la panorámica de la puesta del sol.

### Deportes

#### Surf
Dicha playa caracterizada por su intenso y alto oleaje, es ideal para la práctica de diversos deportes acuáticos, entre ellos destaca el surf para los experimentados jóvenes, en su mayoría nativos, que desafían las intensas olas y marejadas a grandes distancias de la orilla. Dicho deporte, solo es recomendable para gente con experiencia en el deporte y en la manía del lugar ya que representa un gran peligro debido a las intensas corrientes y marejadas directas provenientes del Océano.
En la playa también es común encontrar a diversos prestadores de servicios que ofrecen la renta de pequeñas tablas para surfear a niños y a principiantes cerca de la orilla. 

#### Aeroplano ultraligero
Es un singular aeroplano que es rentado en distintos puntos de la playa, y se puede sobrevolar a una altura considerable y contemplar el paisaje de la playa y las bahías.

### Paseos

#### Caballo
Sobre el caballo se puede hacer un extenso recorrido por la playa. Este paseo es muy común entre los niños pequeños. 

#### Cuatrimotos
En dicho paseo, es posible recorrer grandes distancias de terreno de la playa en cierto tiempo determinado por el prestador de servicios. Es recomendable manejar sobre la playa con mucha precaución, ya que puede provocar ciertos accidentes como atropellamiento a los bañistas.

## Comercio y desarrollo
La playa Revolcadero, bordeando el corazón de Acapulco Diamante, ha sido testigo del numeroso desarrollo de la zona, con lujosos hoteles, exclusivas torres de condominios y gran cantidad de establecimientos comerciales, así como tiendas departamentales. Dicha infraestructura económica ha bordeado la playa casi en su totalidad.